# 现任中国共产党广西壮族自治区地级行政区委员会书记列表

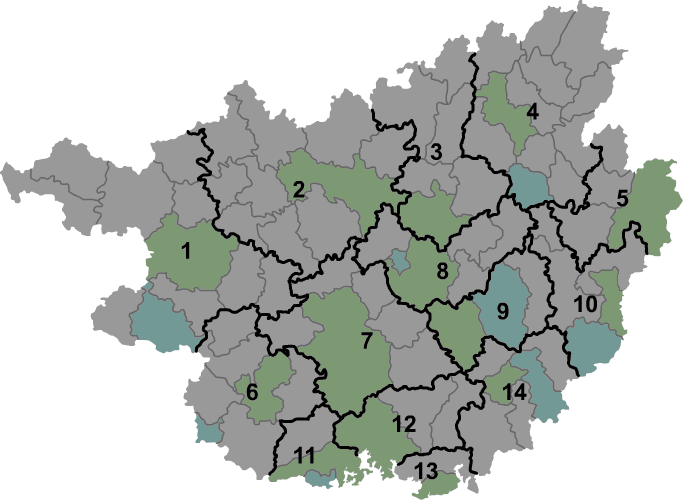
以广西壮族自治区地級行政區來劃分，
具體請見：「广西壮族自治区」條目，
「行政區劃」章節

本列表列出中国共产党广西壮族自治区14個地級行政區委员会的現任书记。該自治区的14個地級市的市委书记均由唯一執政黨中國共產黨的黨員出任，是該市政治建制內的实际最高负责人，被称为“一把手”。
现任地级行政区党委书记中，有1位是女性，即中国共产党钦州市委员会书记钟畅姿；有4位是少数民族，其中2位壮族，1位水族，1位瑶族；最早任职的是中国共产党北海市委员会书记蔡锦军，自2021年1月28日起任职，迄今4年1个月；最近任职的是中国共产党柳州市委员会书记谭丕创，自2024年9月27日起任职，迄今5个月。

## 地级市市委书记
| 中共地级市市委 （历任书记）               | 市委书记            | 上任日期 （任职时间）       | 出生年月            | 是否在 区委兼职 | 信息源        |
| ----------------------------------------- | ------------------- | --------------------------- | ------------------- | --------------- | ------------- |
| 中国共产党南宁市委员会 （市委书记列表）   | 农生文 （壮族）     | 2022年4月15日 （2年10个月） | 1965年8月 （59歲）  | 是              | [ 1 ]         |
| 中国共产党柳州市委员会 （市委书记列表）   | 谭丕创              | 2024年9月27日 （5个月）     | 1968年10月 （56歲） |                 | [ 2 ]         |
| 中国共产党桂林市委员会 （市委书记列表）   | 周家斌              | 2021年2月10日 （4年1个月）  | 1964年9月 （60歲）  |                 | [ 3 ]         |
| 中国共产党梧州市委员会 （市委书记列表）   | 蒋连生              | 2021年6月8日 （3年9个月）   | 1965年10月 （59歲） |                 | [ 4 ]         |
| 中国共产党北海市委员会 （市委书记列表）   | 蔡锦军              | 2021年1月28日 （4年1个月）  | 1968年11月 （56歲） |                 | [ 5 ] [ 6 ]   |
| 中国共产党防城港市委员会 （市委书记列表） | 谭丕创              | 2021年3月31日 （3年11个月） | 1968年10月 （56歲） |                 | [ 7 ]         |
| 中国共产党钦州市委员会 （市委书记列表）   | 钟畅姿 （女，水族） | 2023年5月10日 （1年10个月） | 1971年4月 （54歲）  |                 | [ 8 ]         |
| 中国共产党贵港市委员会 （市委书记列表）   | 朱会东              | 2023年5月10日 （1年10个月） | 1970年10月 （54歲） |                 | [ 9 ]         |
| 中国共产党玉林市委员会 （市委书记列表）   | 王琛                | 2023年6月10日 （1年9个月）  | 1968年6月 （56歲）  |                 | [ 10 ]        |
| 中国共产党百色市委员会 （市委书记列表）   | 黄汝生              | 2022年3月19日 （2年11个月） | 1969年2月 （56歲）  |                 | [ 11 ]        |
| 中国共产党贺州市委员会 （市委书记列表）   | 李杰云              | 2021年12月29日 （3年2个月） | 1967年12月 （57歲） |                 | [ 12 ] [ 13 ] |
| 中国共产党河池市委员会 （市委书记列表）   | 秦春成              | 2021年6月8日 （3年9个月）   | 1966年5月 （58歲）  |                 | [ 14 ]        |
| 中国共产党来宾市委员会 （市委书记列表）   | 何朝建 （壮族）     | 2021年12月14日 （3年3个月） | 1966年5月 （58歲）  |                 | [ 15 ]        |
| 中国共产党崇左市委员会 （市委书记列表）   | 蓝晓 （瑶族）       | 2021年12月14日 （3年3个月） | 1969年12月 （55歲） |                 | [ 16 ]        |